# Blazsetin István (író, 1963)
Blazsetin István (horvátul: Stjepan Blažetin) (Nagykanizsa, 1963. január 7. –) magyarországi horvát író, kritikus, irodalomtörténész, előadó.
Apja Id. Blazsetin István. Mindkettőjüknek csak magyar nevet engedtek bevezetni az anyakönyvbe az rendszerek miatt.
A zágrábi Filozófiai Egyetemen tanult, ahol 1988-ban a jugoszlavisztika szakon diplomázott, majd 8 évvel később magisztrátus lett.
1991-ben kezdett verseket írni posztmodern stílusban.

## Művei
- Generacijska antologija , zbirka pjesama, 1991. (Blažetinov dio knjige je naslovljen Krhotine; dio knjige Dragomira Dujmova nosi naslov Pesme/Pjesme)
- Porcija besmisla zb(i)rka (predstavljena na Danima Balinta Vujkova 2003.),
- Književnost Hrvata u Mađarskoj od 1918. do danas, 1998., dobitnica Srebrne povelje Matice hrvatske 2000.
- Rasuto biserje, antologija hrvatske poezije u Mađarskoj 1945.-2000. (szerkesztő)[2]
- Dječja književnost Hrvata u Mađarskoj od 1945. do danas, 2000.
- Mala antologija dječje poezije iz Mađarske, 2000.